# Curtești
Curtești es una comuna de Rumania ubicada en el distrito de Botoșani.

## Demografía
Según el censo de 2011, tiene 4577 habitantes, mientras que en el censo de 2002 tenía 4341 habitantes. La mayoría de la población es de etnia rumana (93,59 %).La mayoría de los habitantes son cristianos de la Iglesia Ortodoxa Rumana (92,13 %).
En la comuna hay siete pueblos (población en 2011):
- Curtești (pueblo), 943 habitantes;
- Agafton, 263 habitantes;
- Băiceni, 876 habitantes;
- Hudum, 198 habitantes;
- Mănăstirea Doamnei, 670 habitantes;
- Orășeni-Deal, 1013 habitantes;
- Orășeni-Vale, 614 habitantes.

## Geografía
Se ubica en la periferia suroccidental de la capital distrital Botoșani.